# Sede Rai di Ancona
La Sede Rai di Ancona è il centro di produzione radiotelevisiva regionale della Rai nelle Marche.

## Storia
La sede Rai di Ancona fu inaugurata nel 1938 in via Leopardi. Nel 1944, prima del passaggio del fronte, gli impianti trasmettitori furono trasferite parzialmente a Bologna mentre le parti rimaste furono distrutte dai fascisti, con la dinamite. Dopo il fronte, ritornarono ad Ancona l'11 settembre dello stesso anno. Nel 1945 la sede si spostò in via Astagno, 4 e rimase fino all'ottobre 1956 quando si trasferì in Piazza della Repubblica, 1, a Palazzo Trionfi tutt'oggi in uso.

## Direzione
Direttore dell'intera sede regionale Rai di Ancona per il 2016 è Maurizio Blasi.

## Televisione

### Programmi
- Buongiorno Regione
- Il Settimanale
- TG Regione
- TGR Meteo (14:20 e 19:55). Il territorio regionale è suddiviso in zone climatiche: Appenino Marchigiano (comprendente Fabriano, Camerino, Arquata del Tronto e Cagli), le Colline Marchigiane (comprendente Urbino, Fermignano, Macerata e Ascoli Piceno) e il Litorale Marchigiano (comprendente Ancona, Fermo, Pesaro e San Benedetto del Tronto).
- Lo scaffale, rubrica dedicata ai libri in uscita in libreria, in onda all'interno del TGR.